# Мошуни (Муреш)
Мошуни (рум. Moșuni) насеље је у Румунији у округу Муреш у општини Миеркуреа Ниражулуј. Oпштина се налази на надморској висини од 376 m.

## Становништво
Према подацима из 2002. године у насељу је живело 294 становника.

### Попис2002.
| Расподела становништва по националности 2002.‍ | Расподела становништва по националности 2002.‍ | Расподела становништва по националности 2002.‍ | Расподела становништва по националности 2002.‍ | Расподела становништва по националности 2002.‍ |
| --------------------------------------------- | --------------------------------------------- | --------------------------------------------- | --------------------------------------------- | --------------------------------------------- |
|                                               |                                               |                                               |                                               |                                               |
| Румуни                                        | Румуни                                        |                                               | 189                                           | 64,5%                                         |
| Мађари                                        | Мађари                                        |                                               | 90                                            | 30,7%                                         |
| Роми                                          | Роми                                          |                                               | 14                                            | 4,8%                                          |